# وقایع‌اتفاقیه (کتاب)
وقایع اتفاقیه نام کتابی است از علی‌اکبر سعیدی سیرجانی که که در واقع مجموعه‌ای از یادداشت‌هایی است که یکی از عاملین و مخبرین اطلاعاتی انگلستان در سال‌های آخر پیش از مشروطه از رویدادها و اوضاع و احوال مملکت و حکومت فارس (استان فارس کنونی) و به ویژه تحولات سیاسی و مذهبی در شیراز نوشته و برای سفارت انگلستان در تهران ارسال می‌کرده‌است.

## مقدمه
مقدمه کتاب را سیرجانی در خرداد ۱۳۶۱ نگاشته است. در مقدمه او اشاره می‌کند که در دوران تحصیل با درس تاریخ میانه‌ای نداشته ولی گذشت زمان و مشاهدات ناگزیر حوادث او را با تاریخ آشتی داده است. او می‌نویسد:
در آغاز کار نیتم این بود که عین صفحات دفترها را به چاپ عکسی بسپارم، اما بسیاری از دوستان منعم کردند که این کار نقض غرض است، مگر نمی‌خواهی جوانان هم‌وطنت گزارشها را بخوانند و از آن بهره گیرند؟ و حق به این جماعت بود، که خواندن خط بسیاری از دفترچه‌ها برای نسل جوان مشکل می‌نمود و احتمال داشت دشواری خواندن، دوستان کم‌حوصله را از مطالعه بازدارد. تسلیم حرف حق شدم و زحمت رونویسی و تصحیح نمونه‌های مطبعی را استقبال کردم. بی‌اندک تغییری در عبارات و انشاء و ترتیب آن

او در جای دیگر از مقدمه می‌نویسد:
و اما عکس‌های این کتاب، داستان عبرت‌انگیزی دارد. می‌دانستم در کتابخانه مرکزی دانشگاه از سالها پیش مشغول گردآوری عکس‌هاس تاریخی بوده‌اند و در این رهگذر توفیقی هم داشته‌اند. به قصد انتخاب تصویر موردنیاز، بدین مرکز فرهنگی مملکت رفتم. فیشهای پراکنده هرجا بود، اما توفیق زیارت احدی از کارمندان متخصص نصیبم نیافت، تا از تجارب ارزشمند ایشان در جستن و یافتن عکس‌ها بهره‌گیرم. افراد البته صمیمی و البته صادقی که بجای رفتگان نشسته‌بودند، با حسن‌نیت رئیسشان واقعاً می‌خواستند یاریم کنند، اما در امور تخصصی، حسن‌نیت و صدق و صفا اگر شرط لازم باشد شرط کافی نیست. پس از ده روز سرگردانی و تصدیع دوستان، سرخورده و دست‌خالی بازآمدم و به سراغ کتاب‌های دیگران رفتم. چند قطعه عکس از روزنامهٔ خاطرات اعتمادالسلطنه و یادداشت‌های ظهیرالدوله و تاریخ بیداری ایرانیان بعاریت گرفتم، که آنچه مربوط به کتاب‌های دیگران است در فهرست تصاویر مشخص شده‌است، و برای یافتن تصاویر چاپ‌نشده و جالب‌تری سفری به شیراز کردم با همهٔ تلخیها و رنج‌های سفر در روزگار ما…

## ساختار کتاب
کتاب به صورت بخش‌های مختلف براساس سال‌های قمری از سال ۱۲۹۱ تا ۱۳۲۱ گردآوری شده‌است. چاپ چهارم کتاب سال ۱۳۸۳ توسط نشر آسیم در قطع وزیری در ۸۰۰ صفحه منتشر شده‌است. کتاب همچنین شامل تصاویری از اشخاص و مشاهیر سال‌های مورد بحث دارد.